# Маунт Карбон (Западна Вирџинија)
Маунт Карбон (енгл. Mount Carbon) насељено је место без административног статуса у америчкој савезној држави Западна Вирџинија.

## Демографија
По попису из 2010. године број становника је 428.
| Група             | 2000.    | 2010.       |
| Белци             | 0 (0,0%) | 406 (94,9%) |
| Афроамериканци    | 0 (0,0%) | 8 (1,9%)    |
| Азијати           | 0 (0,0%) | 6 (1,4%)    |
| Хиспаноамериканци | 0 (0,0%) | 1 (0,2%)    |
| Укупно            | 0        | 428         |